# Adam Hloušek
Adam Hloušek (* 20. Dezember 1988 in Turnov) ist ein tschechischer Fußballspieler. Der Defensivspieler bestritt jeweils über 100 Erstligaspiele in Polen und Tschechien sowie 81 Spiele in der Bundesliga und war tschechischer Nationalspieler.

## Karriere

### Vereine

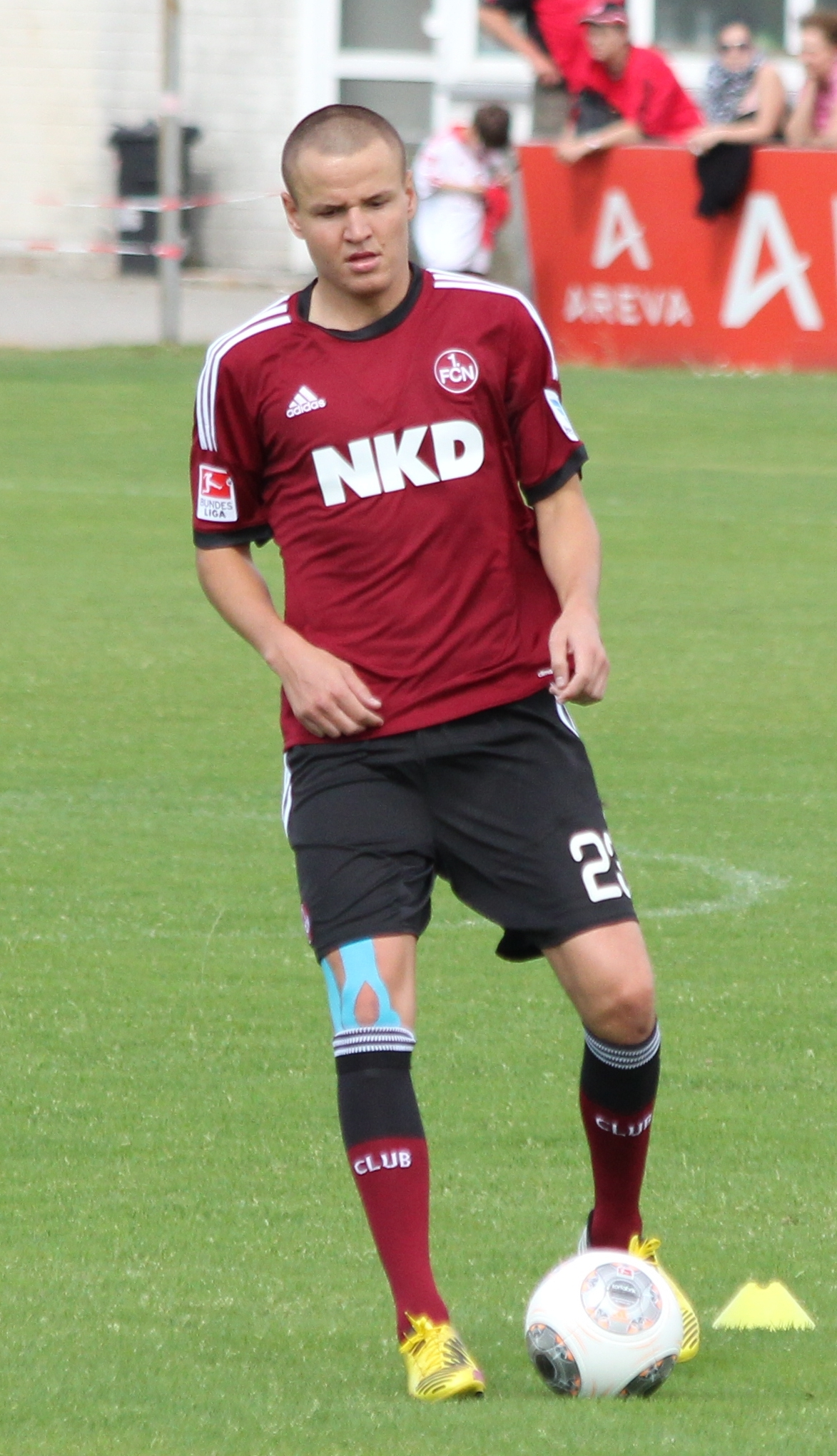
Trainingsauftakt 2013/14

Hloušek begann mit dem Fußballspielen im Alter von fünf Jahren beim SK Semily. Mit elf Jahren wechselte der Mittelfeldspieler zum FK Jablonec. Dort schaffte er mit 17 Jahren den Sprung in den Profikader. Zunächst war Hloušek nur Ergänzungsspieler, ab der Saison 2007/08 gehörte er meist zur Startaufstellung der Nordböhmen.
Im Sommer 2009 wechselte Hloušek zu Slavia Prag, wo er in eineinhalb Jahren nur unregelmäßig zum Einsatz kam. Im Januar 2011 wurde Hloušek an den 1. FC Kaiserslautern ausgeliehen. Der Leihvertrag galt bis zum Sommer 2011 und beinhaltete eine Kaufoption. Beim FCK wurde er in der Rückrunde auf Anhieb Stammspieler und erzielte am 26. Februar 2011 beim 1:1-Unentschieden gegen den Hamburger SV sein erstes Tor in der Bundesliga. Der FCK machte am Ende der Saison keinen Gebrauch von der Kaufoption, somit kehrte Adam Hloušek wieder zu Slavia Prag zurück. Diese verkauften ihn an seinen ehemaligen Klub FK Jablonec, der ihn jedoch wieder an Slavia Prag auslieh.
In der Winterpause 2011/12 wechselte Hloušek wieder in die Bundesliga. Diesmal unterschrieb er beim 1. FC Nürnberg einen Vertrag bis Mitte 2015. Wie in Kaiserslautern war er dort sofort fest im Team und ersetzte auf der linken Abwehrseite den verletzten Stammspieler Javier Pinola, bevor er auf die Linksaußen-Position wechselte. Am 28. Spieltag verletzte er sich schwer am Knie und riss sich das vordere Kreuzband und den Innenmeniskus. Daraufhin fiel er lange aus. Die Saison war für ihn beendet und auch in der folgenden Saison 2012/13 konnte er erst wieder zum Rückrundenauftakt ins Training einsteigen. Allerdings ergaben sich durch die Belastung wieder Knieprobleme, die behandelt werden mussten, so dass er bis zum Saisonende nicht mehr fit für einen Einsatz wurde. Bei seinem Comeback nach langer Verletzungspause am 15. September 2013 gelang dem Tschechen sein erstes Bundesligator für Nürnberg. Das Spiel gegen Eintracht Braunschweig endete 1:1.
Zur Saison 2014/15 wechselte Hloušek zum VfB Stuttgart. Für den Bundesligisten konnte er verletzungsbedingt erst ab Oktober 2014 aktiv werden, sich dann jedoch auf der linken defensiven Seite festspielen. Nach vier sieglosen Spielen in Folge zu Beginn der Folgesaison verlor der Tscheche seinen Platz in der Innenverteidigung an Timo Baumgartl, nachdem er bereits in der Vorbereitung anstatt des Neuzugangs Emiliano Insúa von der Außenbahn dorthin gerückt war. Es folgten noch drei weitere Kurzeinsätze bis zur Winterpause, in der Hloušek schließlich nach Polen zum Erstligisten Legia Warschau wechselte. Für die Hauptstädter absolvierte er als Linksverteidiger alle restlichen Saisonspiele und gewann mit ihnen den nationalen Pokal sowie den Meistertitel. In den folgenden Jahren war Hloušek weiterhin im Defensivverbund Legias gesetzt. Er spielte mit dem Team regelmäßig im Europapokal, holte mit ihm zwei weitere Meistertitel und gewann noch ein weiteres Mal den Pokal.
Im Sommer 2019 erfolgte die Rückkehr in die erste tschechische Liga, wo der Defensivspieler einen Dreijahresvertrag bei Viktoria Pilsen erhielt. Er absolvierte 22 Pflichtspiele für den Verein, scheiterte mit ihm an der Qualifikation für die Europapokalwettbewerbe und wurde mit ihm am Saisonende Vizemeister. Für die Drittligasaison 2020/21 kehrte der Tscheche leihweise zum 1. FC Kaiserslautern zurück. Für die Pfälzer absolvierte er in dieser Spielzeit 26 Spiele und erzielte ein Tor. Zum Ende der Spielzeit verließ er den FCK wieder, da die vereinbarte Kaufoption von den Pfälzern nicht gezogen wurde.

### Nationalmannschaft
Hloušek bestritt sechs Spiele für die U18- und neun Spiele für die tschechische U19-Auswahl. Ab 2008 kam er in der U21-Nationalmannschaft zum Einsatz.
Am 14. Oktober 2009 bestritt Hloušek sein erstes Länderspiel für die tschechische A-Nationalmannschaft, die sich in Prag von der nordirischen Auswahl 0:0 trennte.

## Erfolge
- Polnischer Meister: 2016, 2017 und 2018 mit Legia Warschau